# Margaret McEntee
Margaret McEntee (Bronx, 7 ottobre 1935) è una religiosa statunitense.
Conosciuta anche con il nome di Marita James, è una suora cattolica americana ed educatrice, diventata famosa per aver ispirato il personaggio di Sorella James nell'opera teatrale Il dubbio di John Patrick Shanley, vincitrice del premio Pulitzer e del Tony Award. L'adattamento cinematografico del 2008 è dedicato a lei.

## Biografia
Nata e cresciuta nel Bronx, New York, ha origini irlandesi. Al momento della monacazione, per obbligo, dovette cambiare nome: scelse Marita James. Nel corso degli anni è diventato però accettabile, per le suore, chiamarsi con il proprio nome di battesimo e, per questo motivo, ha deciso di tornare a chiamarsi Margaret.
A 18 anni entrò a far parte delle Suore della Carità di New York. Tra i suoi studenti ebbe il drammaturgo John Patrick Shanley che, in alcune interviste, ha dichiarato che ella ha avuto una grande influenza sulla sua vita.
Margaret ha insegnato in molti istituti religiosi nel Bronx, tra cui la St. Barnabas High School, inserita nel 2013 nella Hall of Fame delle scuole. Ha inoltre coperto la cattedra di religione alla Notre Dame School, alla St. Raymond Academy e al collegio di Mount Saint Vincent.
Attraverso il suo lavoro con le Suore della Carità, è stata coinvolta in numerosi progetti al servizio della comunità del Bronx.